# Oscar Lindström (konstnär)
Oscar Adolf Fredrik Lindström, född 25 mars 1906 i Strängnäs, död 4 september 1969 i Bergsjö i Gävleborgs län, var en svensk folkskollärare, målare och tecknare.
Han var son till skräddarmästaren Carl Jakob Lindström och Anna Mathilda Lindberg och från 1937 gift med Ybonny Eriksson. Lindström var som konstnär autodidakt. Hans konst består av stilleben och landskapsmålningar utförda i olja eller akvarell. Lindström medverkade i Gävleborgs läns konstförenings utställningar på Gävle museum. Bland hans offentliga arbeten märks oljemålningen Vägarna mot ljuset i Bergsjö församlingshus och en serie om tolv akvareller för Bergsjö kommunhus. Lindström skrev och illustrerade egna kåserier för dagspressen. Som författare skrev han boken Flottning, en bok om flottning i Hasselavattendragen